# Harry Delbert Thiers

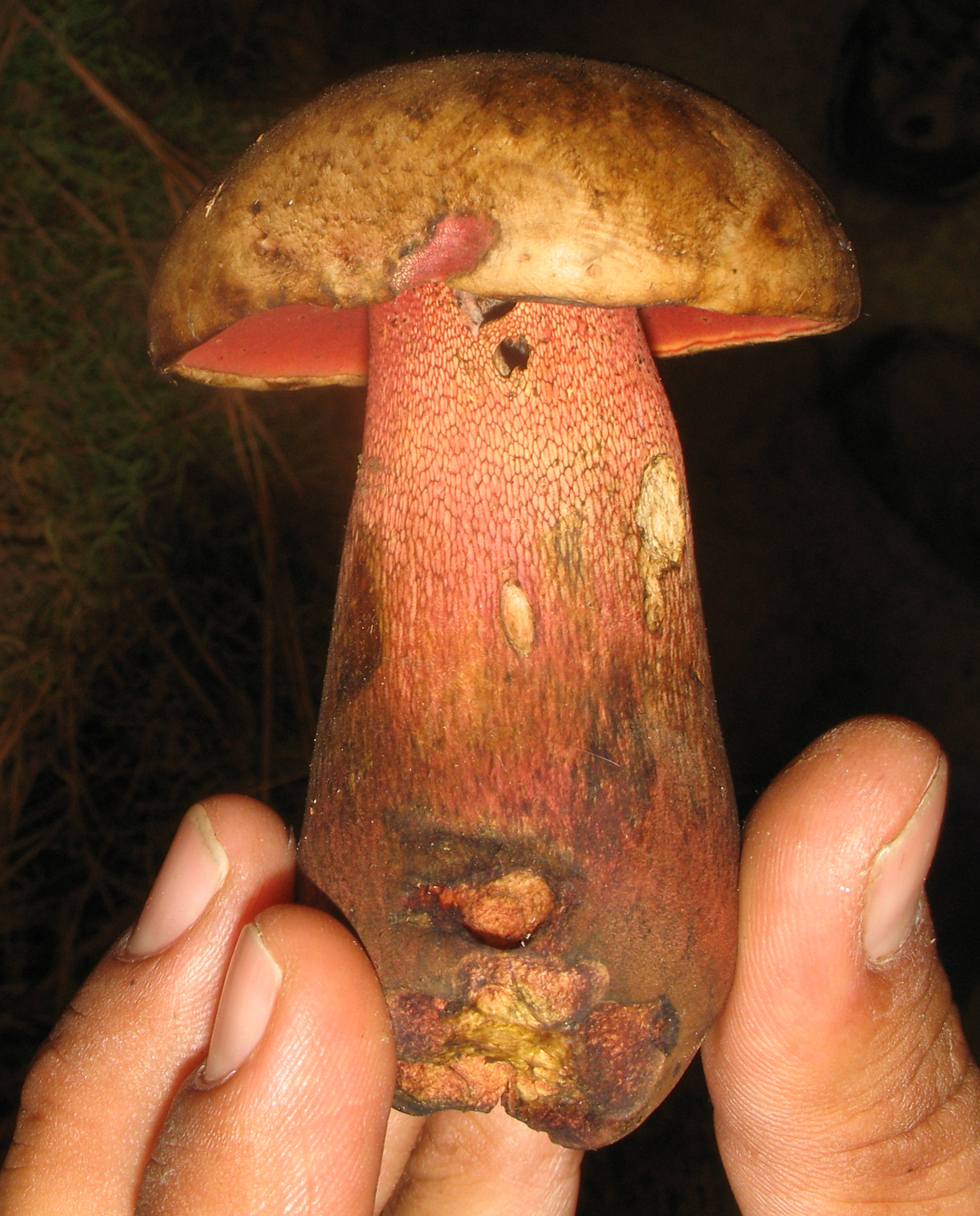
Rubroboletus pulcherrimus beskrevs av Harry D.Thiers och Roy Watling 1976 som Boletus pulceherrimus.

Harry Delbert Thiers, född den 22 januari 1919 i Fort McKavett Texas, död den 8 augusti 2000 i sydvästra Ohio, var en amerikansk mykolog.
Thiers, son till en lantarbetare, växte upp på farmer i Texas där hans far för tillfället arbetade och fick sin grundläggande undervisning i små landsbygdsskolor. Han visade begåvning och familjen flyttade till Junction, Texas så att han kunde gå på highschool, i vilken han klarade sig så bra att han antogs till en tvåårig militär utbildning i Kerrville, Texas. Denna gav honom en BA och han fortsatte därefter på University of Texas i Austin där han upptäckte mykologin och verkade som assisterande mykolog 1939-1941. Under andra världskriget tjänstgjorde han som sjukvårdare på ett trupptransportfartyg. Efter krigsslutet återvände han till Austin, tog en MA 1947 och fick därefter ett lärarjobb på Texas A&M University i College Station. Han kontaktade mykologiprofessorn Alexander Hanchett Smith vid University of Michigan och genomförde under hans ledning den grundläggande doktorandutbildningen under ett "sabbatsår" från Texas A&M, varefter han återvände till Texas för fortsatt lärarabete under terminerna parallellt med fältarbete för sin avhandling som handlade om Agaricaceae i tallskogsbältet i östra Texas (publicerat i fyra delar 1956-1959), medan han tillbringade somrarna vid Michigan Biological Station som assistent åt Smith. 1959 accepterade han en lärartjänst vid San Francisco State College (nu San Francisco State University) eftersom Kaliforniens svampflora var i stort sett outforskad och under trettio års tid använde han sin lediga tid åt att studera denna, vilket resulterat i elva volymer av The Agaricales of California publicerade från 1982, varav Thiers skrivit fem. Som nybliven doktor 1959 valde han att specialisera sig på Boletales och efter femton år, 1975, publicerades California Mushrooms - A Field Guide to the Boletes i vilken nära hälften av de 85 arterna är nybeskrivningar av Thiers. Tillsammans med A.H. Smith skrev han också A Contribution toward a Monograph of the North American species of Suillus (1964) och Boletes of Michigan (1971). Efter att ha blivit "klar" med Kaliforniens svampflora flyttade han med sin hustru sedan 1953, Ellen, till hennes barndoms hemstad, Peoria, Illinois. Tillsammans fick paret dottern Barbara Mary, född 1955, blivande specialist på levermossor och föreståndare för herbariet i New York Botanical Garden. Barbara Mary är sedan 1983 gift med Harry Thiers tidigare elev Roy Halling.
Auktorsnamnet Thiers kan användas för Harry Delbert Thiers i samband med ett vetenskapligt namn inom botaniken; se Wikipediaartiklar som länkar till auktorsnamnet.

## Eponym och utmärkelser
Släktet Chaetothiersia och arterna Cortinarius thiersii, Saproamanita thiersii och Ramaria thiersii är uppkallade efter Harry D. Thiers.
Även mögelsvampen Penicillium thiersii är uppkallad efter Thiers liksom de thiersininer som denna art producerar. Detta eftersom Thiers efter att ha flyttat till Peoria arbetade med att finna biologiskt aktiva föreningar hos svampar och då upptäcktes denna mögelsvamp (som lever på andra svampar), vilken visade sig producera ämnen som är verksamma mot larver av "majsfly" Spodoptera frugiperda, på det material som Thiers samlat in.
North American Mycological Association tilldelade honom William H. Weston Award for Teaching Excellence in Mycology 1982 och Distinguished Mycologist Award 1989.